# Caesar 2
Caesar II ist ein Aufbauspiel im antiken Schauplatz, das von Impressions Games entwickelt und 1995 von Cendant Software für DOS, Windows und Mac OS veröffentlicht. Es ist der Nachfolger zu Caesar und das zweite Spiel innerhalb der Caesar-Spielereihe.

## Spielprinzip
Das Spiel verwendet Super VGA und stellt die Spielwelt in Isometrischer Perspektive dar. Dabei steckt der Spieler in der Rolle eines Provinzkommandeurs, der eine Stadt planen muss. Dabei müssen Märkte und Produktionsstätten mit Rohstoffen aus dem Umland beliefert werden. Für die Bürger muss öffentliche Infrastruktur geschaffen werden. Zudem steigt und sinkt der Grundstückswert je nach angrenzenden Gebäuden. Einnahmen erzielt man als Regent ausschließlich durch Steuern. Farbige Karten zeigen Probleme an. Rebellische Dörfer und Barbarenstämme können mit Legionären angegriffen werden. Bei der Verteidigung der Stadt helfen Befestigungsmauern und Garnisonstruppen.

## Rezeption
Caesar 2 besteche durch solide Programmierung, schöne Grafik und einfache Bedienung. Die Kombination von Stadt und Provinz sei gelungen. Die Kämpfe seien nicht sonderlich beeindruckend. Es fehlen Höhenstufen, wie etwa in SimCity 2000. Sobald man ein funktionierendes Stadtmodell entdeckt hat, wiederholt sich der Aufbaupart trotz unterschiedlicher Szenarien. PC Spiel hingegen attestierte Langzeitmotivation und Abwechslungsreichtum ähnlich wie in SimCity. Die Einarbeitung in das Spiel sei für Simulationen ungewöhnlich schnell und problemlos. Für Power Play sei das kriegerische Element entscheidend, um sich von dem Städtebauvorbild SimCity abzugrenzen. Der Taktikbildschirm sei ansehnlich.